# ディディエ (映画)
『ディディエ』（Didier）は、1997年のフランスのコメディ映画。
俳優アラン・シャバの初監督作品で、セザール賞の最優秀新人監督作品賞を受賞した。

## ストーリー
成績不振のサッカーチームのマネージャー、ピエールは、友人のアナベルからラブラドール・レトリバーのディディエを預かるが、宇宙からの青い光線を浴びたディディエはなぜか人間の姿に変身してしまう。ボール遊びが得意なディディエの才能に目を付けたピエールは、ディディエをチームの一員に抜擢する。

## キャスト
- ディディエ：アラン・シャバ（田原アルノ）
- ピエール：ジャン・ピエール・バクリ（羽佐間道夫）
- マリア：イザベル・ジェリナス（フランス語版）（雨蘭咲木子）
- アナベル：カロリーヌ・セリエ（塩田朋子）
- シャーリー：ライオネル・アベランスキ（島田敏）
- ココ：ミシェル・ボンポワル（石井康嗣）
- リシャール・ゲラ：ジャン・マリー・フラン（田中公行）
- ミジョ：ナタリー・レヴィ=ラング（氷上恭子）
- ソランジュ：シャンタル・ロビー
- キャメル・ミモウニ：ジヌディーヌ・スアレム
- アドルフ：ジャック・ヴィンシー
- マサート夫人：ジョジアーヌ・バラスコ
- パリ・サンジェルマンのサポーター（ジル）：ドミニク・ファルジア（茶風林）
- パリ・サンジェルマンのサポーター（タリノ）：タニノ・リベラトーレ（山野井仁）
- 解説者ジャン：デュドンネ（稲葉実）
- 解説者ロバート：ディミトリ・ラドチェビッチ（中庸助）
- ジャン・フィリップ：セルジュ・アザナヴィシウス
- ブルーノ・ミリエル：ジャン・セイル
- バーバラ：イザベル・アレクシス
- カミーユ：マリー＝シャルロット・デュト
- ファヴリス：ミシェル・アザナヴィシウス
- チャーリー・アビトボル：リオネル・アベランスキ
- 空港の男：クロード・ベリ、ジェローム・シドー
- 用心棒キキ：ドミニク・ベネアール